# Підводні гори Тузо Вільсона
51°24′ пн. ш. 130°54′ зх. д. / 51.400° пн. ш. 130.900° зх. д.

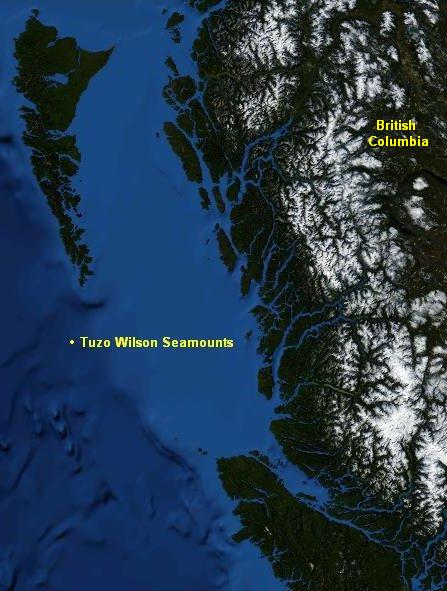
Розташування підводних гір Тузо Вільсона біля узбережжя Британської Колумбії

Підводні гори Тузо Вільсона (англ. Tuzo Wilson Seamounts), також відомі як кнолли Тузо Вільсона (англ. Tuzo Wilson Knolls) — два молоді активні підводні вулкани, розташовані у північно-східній частині Тихого океану, біля узбережжя Британської Колумбії, на південь від архіпелагу Хайда-Гваї та за 200 км на північний захід від острова Ванкувер. Є частиною Кадьяцьких підводних гір. Гори Тузо Вільсона підіймаються на 500-700 м над дном океану, а їхні вершини розташовані на глибині приблизно 1410 м нижче рівня моря. Вони отримали назву на честь канадського геолога Джона Тузо Вільсона.

## Геологія
Підводні гори Тузо Вільсона вкриті гаваїтами й оточені численними бічними кратерами. Загальний об'єм вулканічного масиву складає близько 12 км³.
Лава, що вивергається підводними горами Тузо Вільсона, складається з базальту, сірувато-чорної або темно-коричневої екструзивної мафічної вулканічної породи з низьким вмістом діоксиду кремнію, яка зазвичай має дрібнозернисту структуру через швидке застигання лави. На підводних горах можна знайти склоподібну подушкову лаву, яка зазвичай утворюється, коли базальтова лава витікає з підводного вулкану. В'язка лава набуває твердої кірки при контакті з водою. З тим, як більше лави витікає з вулканічного жерла, ця кірка тріскається, і з під неї сочаться додаткові великі краплі або "подушки" лави.
Походження підводних гір Тузо Вільсона не позбавлене суперечок. Деякі геологи припускають, що ці підводні гори пов'язані з гарячою точкою, оскільки лава, що вкриває гори, — це молоді склоподібні подушкові базальти, характерні для вулканів, пов'язаних з гарячими точками. Інші геологи вважають, що причиною вулканізму є рифтогенез, оскільки підводні гори Тузо Вільсона розташовані поблизу серединно-океанічного хребта Дослідника. Жодна теорія не є абсолютною. Частково суперечки викликані невизначеним походженням ланцюга Кадьяцьких підводних гір. Між молодими й активними підводними горами підводної гори Боуї та Тузо Вільсона, які утворилися в плейстоцені та на початку голоцену відповідно, та які вивергають лужні базальти подібного складу, є розрив довжиною 360 км. Якби за активність обох підводних гір відповідав мантійний плюм, тоді, ймовірно, були б докази лужної вулканічної активності в області між цими підводними горами.